# 思高
思高（英文：Scotch）是3M公司的一个品牌，主要生产胶带产品和清洁产品。
在20世纪二三十年代，Scotch是一个带有贬义的形容词，意为“吝啬的”。 Scotch（思高）这个品牌大概诞生于1925年。当时，理查德·德鲁正在测试他的的第一款封口胶带，想确定需要添加多少胶水合适。一些汽车修理厂的油漆工对理查德提供的胶带样品十分恼火，并声称“把这些胶带拿给你们那些‘Scotch’（吝啬的）老板，让他多放点胶在上面”。Scotch因此得名，随后这个品牌被迅速用于3M公司生产的整个胶带产品线。1985年，3M公司将思高产品引入中国。

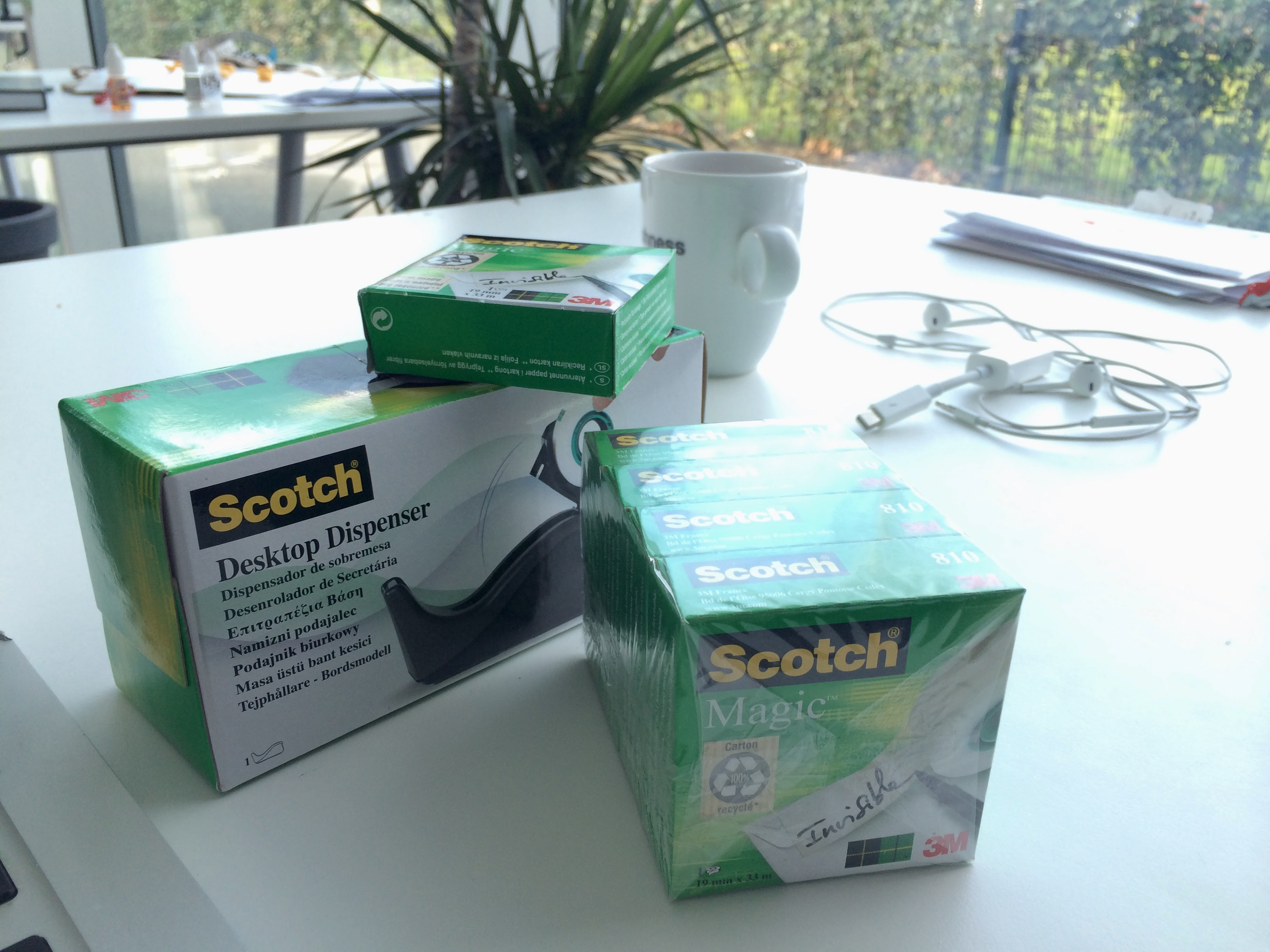
思高魔法㬵带

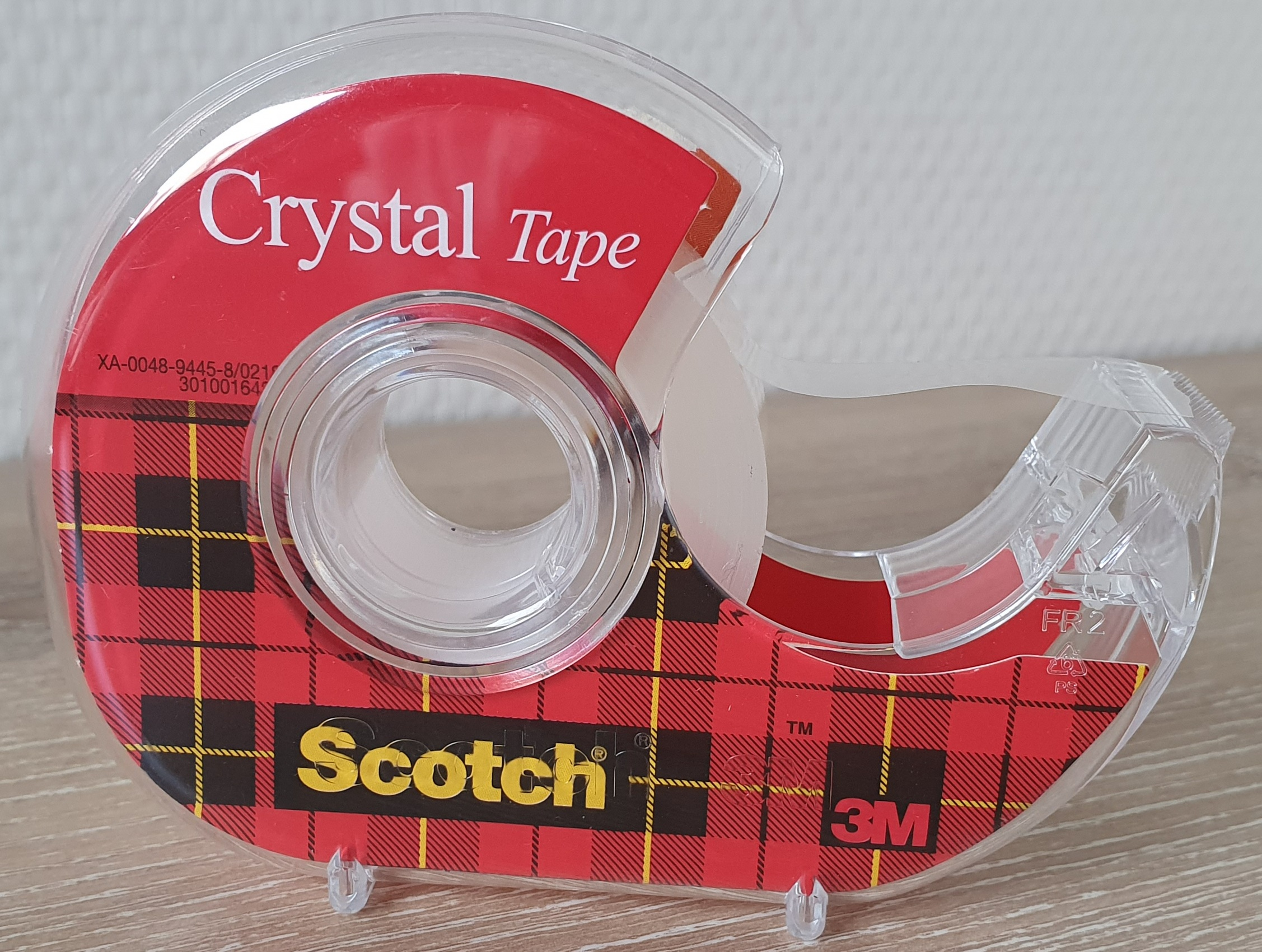
思高水晶胶带

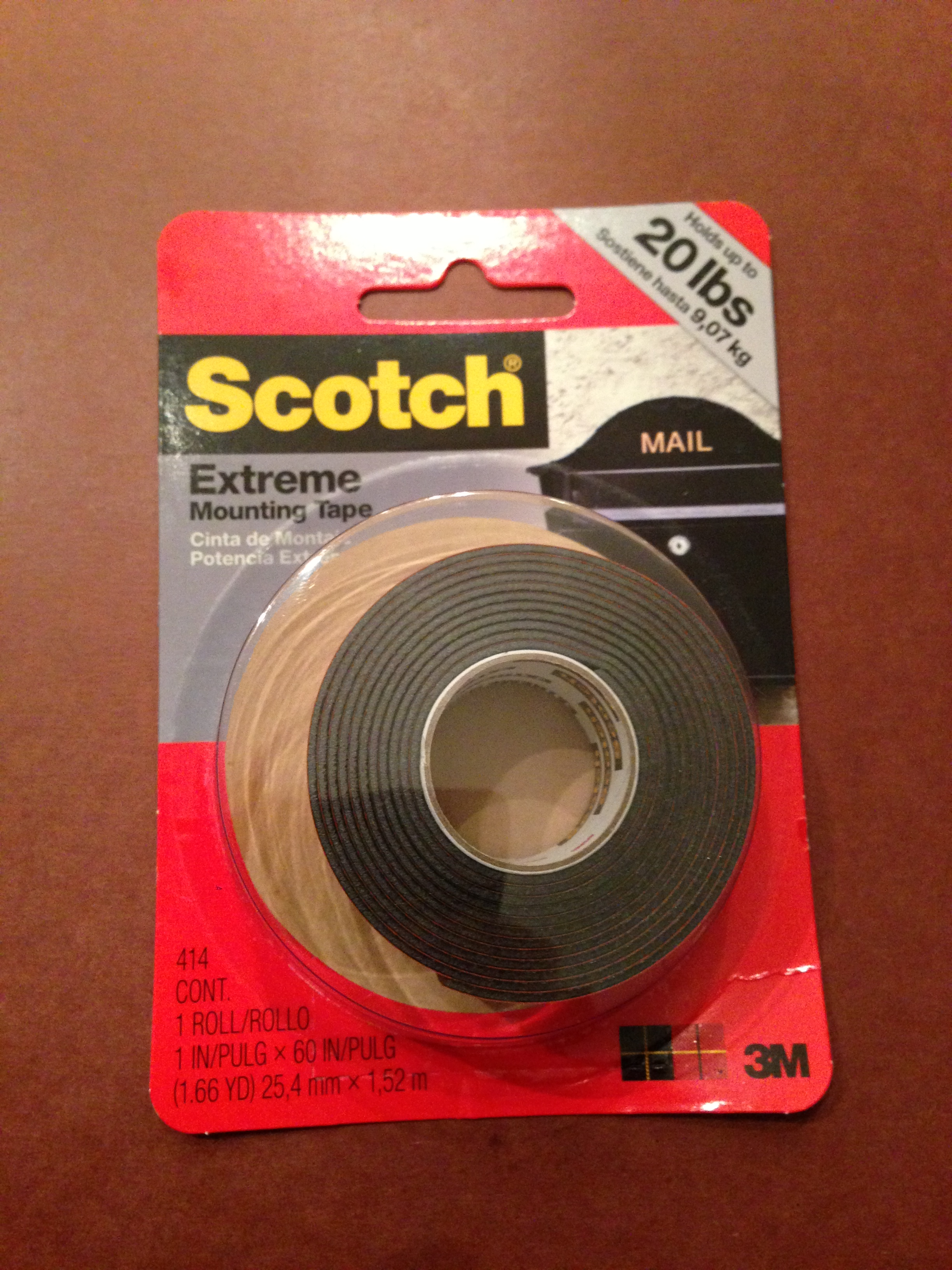
思高双面㬵

## 思高神奇隐形胶带
思高神奇隐形胶带（Magic tape），是3M公司思高系列胶带下面的一个子品牌。該膠帶由3M公司于1961年發明并投入市場。Magic tape是一种表面磨砂的膠帶胶带，看起来很浑浊模糊，并且粘在纸上的时候会出现隐形的效果。基于这样的特色，Magic tape很适用于礼品打包。Magic tape表面还可以用钢笔、铅笔以及记号笔进行书写。